# Torrejón de las Henestrosas
El Torrejón de las Henestrosas es un yacimiento arqueológico situado en Las Henestrosas de las Quintanillas (Valdeolea, Cantabria), que comprende en unos 1400 m² de los restos de una antigua torre medieval a la que luego se le añadieron una casona, una cerca fortificada, un foso y un contrafoso. El conjunto fue destruido por Pedro I de Castilla debido a una traición de su dueño Gonzalo González de Lucio.
En el lugar se han encontrado monedas pertenecientes a los siglos XIII y XIV.

## Investigaciones
El yacimiento fue descubierto en los años 40, creyéndose inicialmente que se trataba de un castro celta.